# Muğan Salyan PFK
A Muğan Salyan azeri labdarúgóklub, amely az első osztályban szerepel. Székhelye Salyan városában található. Hazai mérkőzéseit a Salyani olimpiai stadionban rendezi. 2012 óta semmilyen bajnokságban nem indult.

## Korábbi nevei
- 2007–2008: NBC Salyan

- 2008. október 28-a óta jelenlegi nevén szerepel.

## Külső hivatkozások
- Hivatalos oldal (azeriül)
- Adatlapja az uefa.com-on (angolul)
- Adatlapja a foot.dk-n (angolul)
- Adatlapja[halott link] a weltfussballarchiv.com-on (angolul)
- Legutóbbi mérkőzései a soccerway.com-on (angolul)